# フリッツ・ヨーゼフ・ビッテンフェルト
フリッツ・ヨーゼフ・ビッテンフェルト（Fritz Josef Wittenfeld）は、田中芳樹のSF小説（スペース・オペラ）『銀河英雄伝説』の登場人物。銀河帝国側の主要人物。 
作中での呼称は「ビッテンフェルト」。

## 概要
ローエングラム陣営の主要提督で、後の「獅子の泉の七元帥」の一人。黒一色に塗装された宇宙艦隊「黒色槍騎兵艦隊（シュワルツ・ランツェンレイター）」を率いる猛将。乗艦は「王虎（ケーニヒス・ティーゲル）」。人柄が良く戦場外では穏やかな者が多い主要提督達の中では最も気性が激しいが「粗にして野だが卑にあらず」といった性格で、荒っぽく見える用兵や戦術も戦理はしっかりしている。ラインハルトが元帥府を開いた際に登用され、主要提督らの中でも初期から登場した人物であり、失敗も多いが、挙げた戦功も多く、特にビュコック、フィッシャー、メルカッツを戦死させている。
本編での初登場はラインハルトの元帥府開設に伴う登用から（第1巻）。時系列上の初登場は、第6次イゼルローン攻防戦の前哨戦。物語初期からラインハルト麾下の主要提督として主だった戦いに参加し、物語最後まで活躍する。

## 副官・幕僚
- ディルクセン（高級副官）[2]
- ハルバーシュタット（艦隊副司令官）[2]
- グレーブナー（参謀長）[2]
- オイゲン（副参謀長）[3]

## 略歴
時系列上の初登場は第6次イゼルローン攻防戦の前哨戦。この時はミューゼル艦隊に所属する戦艦の艦長（大佐）で27歳。1隻で2隻の艦を巧妙に葬り去った事でラインハルトの注目を浴びた。のちにラインハルトが開設した元帥府に当初から登用され、1個艦隊を指揮する事となる。
アムリッツァ会戦（及びその前哨戦）では2艦隊を撃破する功績をたてたが、ヤン・ウェンリーの第13艦隊に反撃され、戦力を削がれて同盟軍をとり逃がす原因を作った。しかし、それ以降はランテマリオ会戦やマル・アデッタ星域会戦など、数々の戦いで功績を挙げる。特に大親征では、彼の進言がラインハルトに出征を決意させている。回廊の戦いは前哨戦でヤンの策に嵌り大敗するが、帝国軍本隊と合流後、本戦にも参加している。第2次ランテマリオ会戦ではロイエンタールの攻勢に一時劣勢となるが、結果として勝利に貢献している。
その後、オーベルシュタインのハイネセン着任に伴い、ミュラー、ワーレンと共に軍の上級指揮官としてハイネセン派遣の任を受ける。しかし、オーベルシュタインの草刈りに端を発しオーベルシュタインにつかみかかったため、ラインハルトの裁定が下るまで謹慎処分とされる。その間、部下達がオーベルシュタイン配下の憲兵隊と衝突を起こすなど、軍内に深刻な亀裂を生じさせた。
ラインハルトのハイネセン到着後、軍内に亀裂を生じさせたことをラインハルトに謝罪して謹慎を解かれるとともに、オーベルシュタインのやりようを弾劾する。直後のシヴァ星域の会戦には右翼部隊として臨み、敵方の罠にはまってブリュンヒルトにユリアンらの強襲を許す失態を犯すも、メルカッツを戦死させる大功を挙げる。
ラインハルトの死後は「獅子の泉の七元帥」の一人として元帥に任ぜられる。

## 能力
提督としては黒一色に塗装された「黒色槍騎兵艦隊」を指揮する。極めて精強な艦隊で、宇宙最強とも評される。部下にも司令官の色に染まった猪武者が多いと言われる（例外は副参謀長のオイゲン）。
「帝国軍の呼吸する破壊衝動」という評価通り常識外れの猛々しさと破壊力を誇り、相手の狙い通りに動いたり、策に嵌ったりしたにもかかわらず、それをそのまま打ち破り、勝敗を決してしまうこともある。一方で守勢に回ると脆く、失敗が戦局を大きく変えてしまうこともよくある。具体例として、相手の待ち構える先にあえて突入したランテマリオ星域会戦ではビュコックの堅固な守備を破る一撃となって勝利に貢献し、他方、回廊の戦い（前哨戦）では敗走してファーレンハイトの戦死を招いている。
勝利した場合でも大きな損害を被っていることが多いため、失敗したケースが目立つが、実際に損害（失敗）が戦果を上回ったケースはヤンを相手にしたアムリッツァ会戦と回廊の戦い（序盤戦）くらいである。結果から見ればウランフ（アムリッツァ会戦）、フィッシャー（回廊の戦い）、メルカッツ（シヴァ星域の会戦）といった同盟軍・ヤン艦隊の主要な指揮官をしばしば戦死させており、帝国軍提督のうち最も多くの同盟軍提督を死に追いやり、ヤン艦隊に一番ダメージを与えたのもビッテンフェルトであるとされる。功績と失敗が共に大きく、敵にも味方にも大きな損害を出すのが彼の指揮官としての個性と評されている。ラインハルトからは、彼の命令を無視した独断専行によって味方に著しい損害を与えたことを叱責されることもあるが、回廊の戦い前哨戦での敗北時にはらしくもない慎重さで失敗するよりは彼らしく良いとして許されている。
その艦隊運用は、損害を気にかけない力押しにも見えるが、高い戦術眼を持っていると思わせる描写も多々あり、ラインハルトは第6次イゼルローン攻防戦において「猪突猛進に見えるが、じつにいいタイミングで、いいポイントを衝く」と激賞している。作戦会議などにおいても強攻策を提案することが多く、一見思慮の浅い提案にも見えるがあながち的外れでもなく、彼の案がそのまま、あるいは一部修正されて採用される事も多い。逆に実のない強硬策が提案された時には問題点を鋭く指摘し、一蹴している。また、ランテマリオ星域会戦においては、華々しい戦果を挙げた前線部隊ではなく後方の病院船が最高の手柄を立てたとラインハルトに報告し、帝国軍全軍において病院船の重要性が見直されることになったというエピソードも存在する。
また、道原かつみの漫画版では、ラインハルト立会いでキルヒアイスとの決闘を企図したり、その際にラインハルトを襲撃したベーネミュンデ侯爵夫人の差し金と思われる刺客を素手で倒すなど、格闘能力が高い描写が見られる。

## 人物
髪の色はオレンジ。筋骨隆々とした胴体の上にやや不釣合いな細面の顔が乗っている。ラインハルトの配下で最も武人らしい提督と言われている。
「粗にして野だが卑にあらず」をそのまま具現化したような人物で、その言動は思慮が浅く傍若無人に見えるが、一貫性と理があり、邪気が無い。部下からは、命令に反して後退する部下を撃ちかねないようなイメージを持たれながらも人望は厚い。オーベルシュタインの草刈りに端を発する謹慎下では、仲裁と謹慎解除を求めて部下たちが奔走し、一部で武力衝突まで生じさせた。そのオーベルシュタインの草刈りについて高圧的な治安維持に反対したり、ランテマリオ星域会戦における病院船への評価など、決して内政向けではないが、ただ単純な武断派でもない。
一方で、交渉ごとについては避ける描写もあり、大親征の際に交渉を求めて来た自由惑星同盟の特使オーデッツと遭遇した際には交渉の権限がないことを理由に後続のミッターマイヤーに交渉するよう指示し、駆逐艦に護衛と案内を命じている（ただし、ミッターマイヤーには面倒な相手を押し付けて自分だけ先行する意図と解された）。
そのような性格であるため、正反対のオーベルシュタインを同僚の諸提督の中でも際立って毛嫌いしており、周りを気にせず公然と、本人にも聞こえるように大きな声で非難している（「人を褒めるときは大きな声で、悪口を言うときにはより大きな声で」というビッテンフェルト家の家訓に基づくと嘯く）。これは最終的に彼への暴力沙汰にまで発展することとなる。実際、オーベルシュタインを「毒蛇」や「野郎」呼ばわりすることもあるほか、暴力沙汰について謝罪するように説得に来たミュラーには、オーベルシュタインを皇帝の影と思えば頭を下げても腹は立たない、と発言している。
当然ながら芸術に縁はなく、ルビンスキーの火祭りでは避難を嫌がるラインハルトを無理やり救出したことを評価される一方で、美術品の搬出に全く関心を示さず、これらを失ったことを芸術家でもあるメックリンガーに皮肉られている。
作者の田中芳樹は、「死ぬ予定だったのに作者の魔の手を逃れて最後まで生き残った人物の一人」として、彼の名前を上げている（もう一人はオリビエ・ポプラン）。また田中芳樹はビッテンフェルトを「戦いの無い平和の時代では大久保彦左衛門になるだろう」と評している。
OVA版では真面目な性格の人物が多い帝国軍の中で数少ないコメディリリーフ的な描写が時折なされている。また、手柄を欲しようとする場面が多く、他艦隊から煙たがられる時もある。
藤崎竜の漫画版では、ウランフが戦死した際に敬礼するなど、武人としての礼節を重んじるシーンもある。

## 演じた人物
- アニメ
  - 野田圭一（OVA）
  - 稲田徹（Die Neue These）[23]
- 舞台
  - 吉田友一 （銀河英雄伝説 第一章 銀河帝国編」、2011年上演）
  - 川隅美慎 （銀河英雄伝説 第三章 内乱」、2013年上演）
- 舞台（銀河英雄伝説@TAKARAZUKA）
  - 澄輝さやと （2012年本公演）
  - 実羚淳 （2012年新人公演）
  - 風馬翔 （2013年博多座公演）